# Syberia: The World Before
Syberia: The World Before è un videogioco di tipo avventura grafica, realizzato da Benoît Sokal.
Il videogioco è il quarto capitolo della saga Syberia, comprendente: Syberia (2002), Syberia II (2004) e Syberia 3 (2017), collocandosi infatti poco tempo dopo la fine del terzo capitolo, del quale è la diretta continuazione.

## Trama
Dopo essere stata catturata dalla perfida Olga Efimova, Kate Walker è stata ceduta ai militari, fatta prigioniera e obbligata a lavori massacranti in una miniera di sale; Kate ha fatto tuttavia amicizia con la sua "compagna di sventure", Katiusha, interprete di un gruppo punk arrestata per le sue idee contro il governo, ed è riuscita a rientrare in possesso del cuore di Oscar, sottraendolo ad alcuni soldati. Improvvisamente – e dopo essere venuta a conoscenza mediante una lettera della morte della madre – per Kate e l'amica arriva l'occasione di fuggire; la giovane entra inoltre in possesso di un misterioso ritratto, raffigurante Dana Roze, una musicista vissuta settant'anni prima che le assomiglia in modo davvero impressionante.

## Distribuzione
Il trailer ufficiale del videogioco viene presentato dalla Microïds l'8 ottobre 2020, insieme alla possibilità di giocare gratuitamente e in anteprima il prologo dell'opera, che sarà resa disponibile a partire dal 18 marzo 2022.